# The Reformation of the Suffragettes
The Reformation of the Suffragettes er en fransk stumfilm fra 1911.